# Bernhard Paumgartner

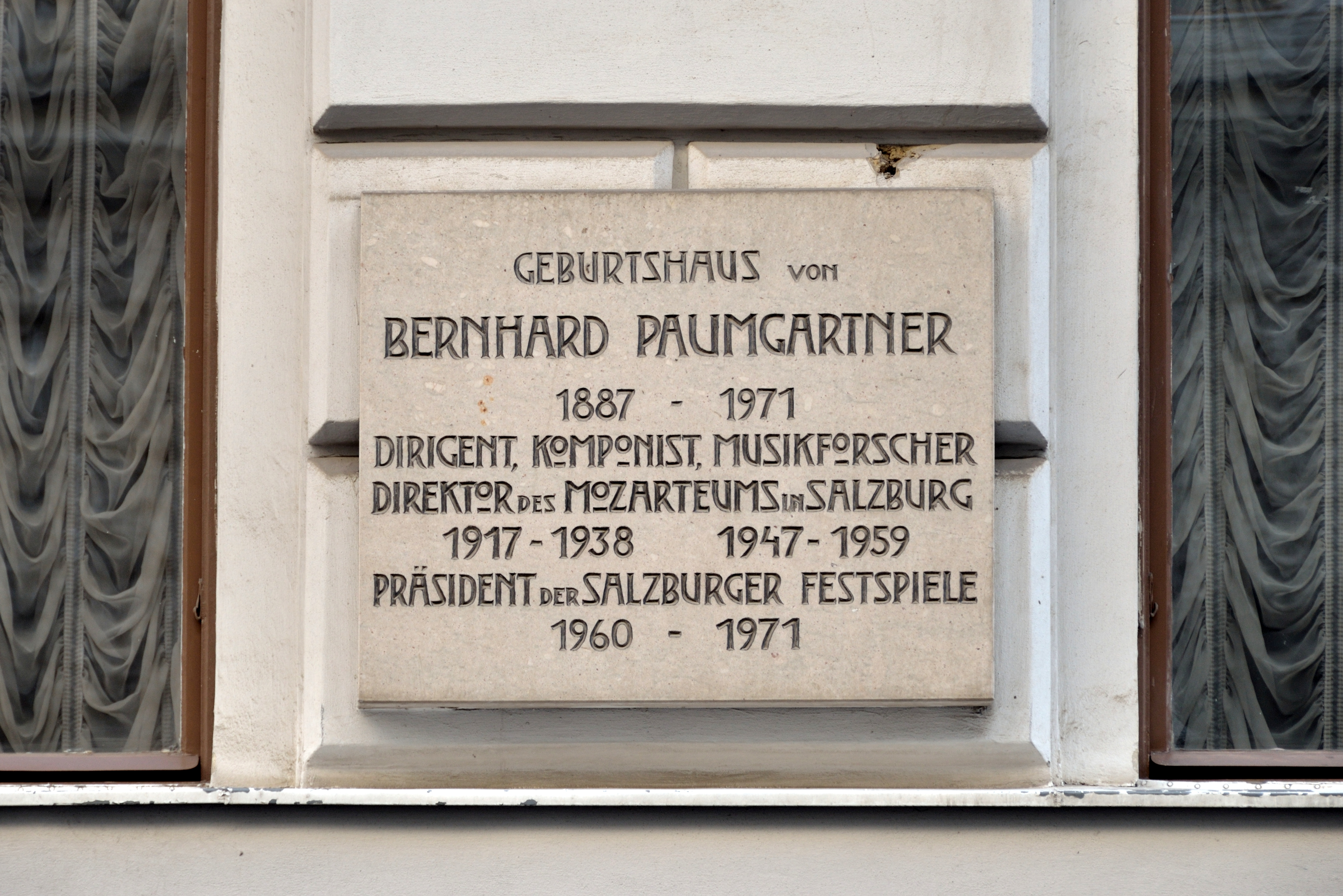
Minnestavla på Paumgartners födelsehus.

Bernhard Paumgartner, född 14 november 1887 i Wien, död 27 juli 1971 i Salzburg, var en österrikisk tonsättare och dirigent.

## Biografi
Paumgartner var son till tonsättaren och musikförfattare Hans Paumgartner och den berömda sångerskan Rosa Papier. Han studerade i Wien, bland annat för Bruno Walter, samt på det lokala universitetet, där han 1911 disputerade i juridik.
Tillsammans med Felix Petyrek arbetade han under krigsåren i Musikhistoriska Centret kejserliga krigsministeriet. Han ledde 1914-1917, Wiener Tonkunstler-Orchester och blev 1917 direktör för Mozarteum i Salzburg. Han har haft en avgörande medverkan i grundandet av Salzburgfestspelen och ledde bland annat Serenadkonserter.
Som tonsättare skrev Paumgartner operor, kantater, sånger och körer. Hans sånger och instrumentella kammarmusik spelas fortfarande ibland än idag. Som redaktör, publicerade han 1922 Das Taghorn, en samling av verk av Minnesänger. Han gjorde nyutgåvor av såväl Leopold Mozarts Violinschule som Monteverdi, Locatelli och andra mästare från 1600- och 1700-talen.
Som författare är han också känd för sina arbeten om Mozart (1927, senare reviderad), Schubert (1943 m. fl. upplagor) och Bach (1950).
Efter Anschluss avsattes Paumgartner av nazisterna från sin uppgift som direktör för Mozarteum. Han tillbringade krigsåren som en del av ett forskningsuppdrag vid universitetet i Wien förlagd i Florens. Från 1952 var Paumgartner grundare och föreståndare för Camerata Academica Salzburg Mozarteum. Han var en av grundarna 1953 av Association Européenne des Conservatoires, akademier de Musique et Musikhochschulen. År 1955 var han musikalisk ledare i filmatisering av Mozarts Don Juan - Opera film (regisserad av Walter Kolm-Veltée) med Wienersymfonikerna och med stor balett. Från 1960 till 1971 var han styrelseordförande i Salzburg Festival.